# Mezőzombor
Mezőzombor es un pueblo húngaro perteneciente al distrito de Szerencs, condado de Borsod-Abaúj-Zemplén.

## Superficie
Cuenta con una superficie de 38,79 km².

## Demografía
Hasta 2024 la población era de 2191 habitantes, con una densidad de población de 56,48 hab/km².
| Gráfica de evolución demográfica de Mezőzombor entre 2020 y 2024 |
|                                                                  |
| Datos según la Oficina Central de Estadística de Hungría.        |